# الأمراض المرتبطة بالبدانة
السمنة هي عامل خطر مهم للعديد من الأمراض الجسدية والعقلية المزمنة. النظرة المقبولة عموما هي أن زيادة الوزن تسبب مشاكل صحية مشابهة للسمنة، ولكن بدرجة أقل

## القلبية

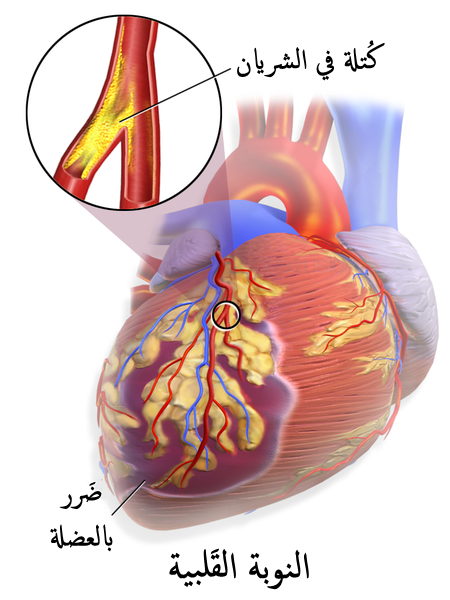
HeartAttack (احتشاء عضلة القلب)

### مرض القلب الإقفاري
ترتبط السمنة بأمراض القلب والأوعية الدموية بما في ذلك الذبحة الصدرية واحتشاء عضلة القلب .   خلص تقرير عام 2002 إلى أن 21 ٪ من أمراض القلب الإقفارية ترجع إلى السمنة  حين أن إجماع أوروبي عام 2008 قد حدد العدد بنسبة 35 ٪. 

### فشل القلب الاحتقاني
ترتبط الإصابة بالسمنة بحوالي 11٪ من حالات فشل القلب لدى الرجال و 14٪ عند النساء. 

### ارتفاع ضغط الدم
أكثر من 85 ٪ من المصابين بارتفاع ضغط الدم لديهم مؤشر كتلة الجسم أكبر من 25.  إن خطر ارتفاع ضغط الدم أعلى بخمس مرات عند البدينين مقارنة بأصحاب الوزن الطبيعي. تم العثور على صلة قاطعة بين السمنة وارتفاع ضغط الدم باستخدام الدراسات الحيوانية والسريرية، والتي اقترحت أن هناك آليات متعددة محتملة لارتفاع ضغط الدم الناجم عن السمنة. تشمل هذه الآليات تنشيط الجهاز العصبي الودي وكذلك تنشيط نظام الرينين - أنجيوتنسين - الألدوستيرون .  كما تم وصف العلاقة بين ارتفاع ضغط الدم والسمنة بشكل جيد في الأطفال. 

### اختلال مستويات الكوليسترول
ترتبط السمنة بزيادة البروتين الدهني منخفض الكثافة LDL ( الكوليسترول السيئ) وخفض البروتين الدهني مرتفع الكثافة (الكوليسترول الجيد).  

### الخثار الوريدي العميق والانسداد الرئوي
السمنة تزيد من خطر الإصابة بالجلطات الدموية الوريدية بمقدار 2.3 مرة  

## الجلدية
ترتبط السمنة بحدوث علامات تمدد الجلد ، الشواك الأسود ، الوذمة لمفية ، التهاب النسيج الخلوي ، كثرة الشعر، والمذح .  

## الغدد الصماء

### داء السكرى
واحدة من أقوى الروابط بين السمنة والمرض هي مع مرض السكري من النوع 2 . هذان الشرطان مرتبطان بقوة حتى أن الباحثين في السبعينيات بدأوا يطلق على السمنة «مرض السكري»  الوزن الزائد هو وراء 64 ٪ من حالات مرض السكري لدى الرجال و 77 ٪ من الحالات لدى النساء. 

### التثدي عند الرجال
وفقا لاستعراض عام 2009 ، يمكن أن ترتبط السمنة بتحويل طرفي مرتفع من الأندروجين إلى هرمون الاستروجين في بعض الأفراد. 

## الجهاز الهضمي

### مرض الجزر المعدي المريئي
وقد أظهرت العديد من الدراسات أن تواتر وشدة أعراض ارتجاع معدي مريئي أعلى لدى أولئك الذين يعانون من السمنة.  

### حصوات المرارة
وفقًا للمعهد الصحي الوطني في الولايات المتحدة NIH ،تتسبب السمنة في ارتفاع نسبة الكوليسترول في العصارة الصفراوية ، وبالتالي يمكن أن يحدث تكوين الحصى  

## الجهاز التناسلي

### متلازمة المبيض المتعدد الكيسات
نظراً لارتباطه بمقاومة الأنسولين ، يزداد خطرالإصابة متلازمة المبيض المتعدد الكيسات (PCOS) مع زيادة الدهون. في الولايات المتحدة لدى ما يقارب من 60% من المرضى الذين يعانون من متلازمة المبيض متعدد الكيسات مؤشر كتلة جسم أكبر من 30.ويبقى من غير المؤكد ما إذا كان هذا المرض يساهم في السمنة أم العكس. 

### العقم
السمنة تؤدي إلى العقم عند كل من الرجال والنساء. هذا يرجع في المقام الأول إلى الاستروجين الزائد الذي يتعارض مع الإباضة الطبيعية لدى النساء  وتغيير تكوين الحيوانات المنوية لدى الرجال.  ويعتقد أنه يسبب 6 ٪ من العقم الأساسي.   توصلت مراجعة في عام 2013 إلى أن البدانة تزيد من خطر قلة النطاف في الرجال، مع نسبة الأرجحية 1.3.  حيث تزيد السمنة المفرطة نسبة الأرجحية إلى 2.0. 

### مضاعفات في الحمل
ترتبط السمنة بالعديد من المضاعفات في الحمل بما في ذلك: النزيف ، العدوى ، زيادة الإقامة في المستشفى للأم، وزيادة متطلبات العناية المركزة للأطفال حديثي الولادة .  النساء البدينات لديهن أكثر من ضعف معدل الولادة القيصرية مقارنة بالنساء ذوات الوزن الطبيعي.  كمان أن النساء البدينات يزيد لديهن خطر الولادة المبكرة وانخفاض الوزن عند الولادة . 

### العيوب الخلقية
الأشخاص الذين يعانون من السمنة المفرطة أثناء الحمل يكون لديهم خطر أكبر في إنجاب طفل مصاب بعدد من التشوهات الخلقية بما في ذلك: عيوب الأنبوب العصبي مثل انعدام الدماغ ، السنسنة المشقوقة ، الشذوذات القلبية الوعائية، بما في ذلك الشذوذات في الحاجز، الشفة المشقوقة والحنك ، رتق الشرج ، شذوذات تخفيض الأطراف، استسقاء الرأس . 

### موت الأجنة داخل الرحم
ترتبط البدانة الأمومية بزيادة خطر وفاة الجنين داخل الرحم. 

## الجهاز العصبي

### السكتة الدماغية
السكتة الدماغية الإقفارية تزداد في كل من الرجال والنساء الذين يعانون من السمنة. 

### الصداع النصفي (الشقيقة)
الصداع النصفي والسمنة هي حالات مرضية . يزيد خطر الإصابة بالصداع النصفي بنسبة 50٪ عندما يكون مؤشر كتلة الجسم 30   كغ / م 2 و 100 ٪ عندما يرتفع مؤشر كتلة الجسم إلى 35  كغ / م 2 .  لكن العلاقة السببية بينهما لا تزال غير واضحة. 

### متلازمة النفق الرسغي
يزيد خطر الإصابة بمتلازمة النفق الرسغي بنسبة 7.4٪ لكل 1 كغ / م 2 زيادة في مؤشر كتلة الجسم . 

### الخرف
أولئك الذين يعانون من السمنة المفرطة لديهم معدل خرف 1.4 مرة أكبر من أصحاب الوزن الطبيعي. 

### التصلب المتعدد
♣   النساء اللواتي يعانين من السمنة في سن الثامنة عشر لديهم خطر مضاعف للإصابة بالتصلب المتعدد. 

## السرطان(أوالأورام)
العديد من أنواع السرطان تحدث أكثر عند الأشخاص الذين يعانون من الوزن الزائد أو السمنة. أشارت دراسة من المملكة المتحدة أن حوالي 5% من السرطانات تكون بسبب زيادة في الوزن. هذه السرطانات تتضمن : 
- سرطان الثدي، سرطان المبيض، سرطان المريء، سرطان القولون، سرطان الكبد، سرطان البنكرياس، سرطان المرارة، سرطان المعدة، سرطان بطانة الرحم، سرطان عنق الرحم، سرطان الكلية، سرطان البروستات، لمفوما لاهدجكونية، ورم نقوي متعدد

يرتبط ارتفاع مؤشر كتلة الجسم مع زيادة خطر الإصابة بأكثر عشر أنواع سرطانات انتشاراً بما في ذلك 41% من سرطانات الرحم و10% من سرطانات المرارة والكلى والكبد والقولون في المملكة المتحدة. ترتبط البدانة بزيادة مخاطر حدوث مضاعفات ما بعد الجراحة الرئيسية لإزالة الأورام مقارنةً بالوزن الطبيعي. 

## الطب النفسي

### الاكتئاب
ترتبط السمنة بالاكتئاب .  هذه العلاقة أقوى في أولئك الذين يعانون من السمنة المفرطة، والأصغر سناً, والنساء.  بالإضافة إلى أن معدل الانتحار ينخفض مع زيادة مؤشر كتلة الجسم. 

### الوصمة الاجتماعية
أشارت مراجعة منهجية لعام 2011 إلى أن الأشخاص الذين يعانون من السمنة يستخلصون ردود فعل سلبية تجاه المجتمع. وعلاوة على ذلك فإن الناس أقل رغبة في مساعدة الأشخاص المصابين بهذه الحالة. 

## الجهاز التنفسي

### انقطاع النفس الانسدادي النوم
السمنة هي عامل خطر للإصابة بانقطاع النفس الانسدادي النوم.  

### متلازمة نقص التهوية البداني
تعرف متلازمة نقص التهوية البدانيعلى أنها مزيج من السمنة، ونقص الأكسجين أثناء النوم، وزيادة غاز ثاني أكسيد الكربون أثناء النهار الناتجة عن نقص التهوية. 

### الأمراض الرئوية المزمنة
ترتبط السمنة بعدد من الأمراض الرئوية المزمنة، بما في ذلك الربو الداء الرئوي المُسد المزمن .  يُعتقد أن حالات الالتهاب في الجسم التي تكون بسبب السمنة يمكن أن تؤدي إلى التهابات الممرات الهوائية التي تؤدي إلى مرض الربو . 

### السمنة والربو
♣   قد يؤدي الالتهاب الشامل منخفض الدرجة الناتج عن السمنة إلى ازدياد وظائف الرئة سوءاً عند المصابين بالربو وقد تؤدي إلى تفاقم مرض الربو. 

## الجهاز البوليوالكلى

الجهاز البولي

### سلاسة البول
يحدث الإجهاد والتوتر وسلاسة البول المختلط بمعدلات أعلى لدى الأشخاص المصابين بالسمنة. وتكون المعدلات مضاعفة عن الأشخاص ذوي الوزن الطبيعي. تتحسن سلاسة البول مع فقدان الوزن. 

### أمراض الكلى المزمنة
تزيد السمنة من خطر الإصابة بأمراض الكلى المزمنة بمقدار ثلاث إلى أربع مرات. 

### قصور الغدد التناسلية
في الرجال، تزيد السمنة ومتلازمة التمثيل الغذائي من إنتاج الإستروجين والأديبوكين . هذا يقلل من إفراز الهرمون المحرر لهرمونات الغدد التناسلية ، والذي بدوره يؤدي إلى انخفاض هرمون ملوتن والهرمون المنبه للجريب. نتيجة لهذا الانخفاض يقل إفراز هرمون التستستيرون عن طريق الخصيتين مما يؤدي إلى زيادة هرمون  الأديبوكينين مما يؤدي إلى ازدياد الوزن أكثر فأكثر.
.

### ضعف الانتصاب
يمكن أن يعاني الرجال البدناء من ضعف الانتصاب (بالإضافة إلى الإصابة بداء السكري) ولكن فقدان الوزن يؤدي إلى تحسن وظائفهم الجنسية.  